# Endococcus pallidosporus
Endococcus pallidosporus är en lavart som beskrevs av Etayo 2008. Endococcus pallidosporus ingår i släktet Endococcus, klassen Dothideomycetes, divisionen sporsäcksvampar och riket svampar.   Inga underarter finns listade i Catalogue of Life.